# Стоян Сотиров
Стоян Биров Сотиров е известен български художник-живописец и шрифтописец.

## Биография

### Произход и образование
Роден е в село Градево, Горноджумайско. През 1919 г. постъпва в Рисувалното училище в София и продължава висшето си образование в Художествената академия, където от 1924 до 1928 г. учи живопис при проф. Димитър Гюдженов и проф. Стефан Иванов. Негов състудент е Дечко Узунов.

### Професионално развитие и политически възгледи до 1945 г.
Изявява се в областта на портрета, фигуралната композиция, натюрморта, графиката и плаката. 1930-те години бележат един от силните творчески периоди на художника, още от началото на творческия си път той е забелязан и високо оценен от Сирак Скитник. Характерните белези на стила му в този период са компактност, монументалност, лаконичност, пестелив и точен колорит, синтез на формите, оригинални ракурси и избор предимно на висока гледна точка. Голяма част от творбите му обаче са унищожени по време на бомбардировките над София през 1944 г. и по-късно Сотиров прави техни варианти-повторения.
През 1931 г. Стоян Сотиров става един от основателите на Дружеството на новите художници и заема председателския му пост от 1932 до 1942 г., с прекъсвания. Участва в общи изложби на дружеството в Загреб (1935), Любляна и Марибор (1936) и на Световното изложение в Париж (1937). В Париж е награден със сребърен медал и грамота за своята картина „Портрет на момиче в червено“.
Наред с творческата и организационната си дейност, Стоян Сотиров е отдаден и на революционна дейност и през 1942 г. е арестуван и съден по процеса срещу ЦК на БРП, при който са разстреляни неговите близки приятели, поетите Никола Вапцаров, Антон Попов и други. До края на 1943 г. той е интерниран в „Гонда вода“, „Кръстополе“ и „Свети Кирик“, откъдето се връща с над 200 рисунки, разкриващи живота в концлагерите.
Сотиров подпомага с илюстрации и списание „Родина“, органа на Македонския младежки съюз.

### Професионално развитие след 1945 г.
В периода 1945 – 1947 г. Сотиров е назначен за председател на секция „Изобразително изкуство“ към Камарата на народната култура. На два пъти е избиран за председател на СБХ: през 1948 – 1949 г. и през 1958 – 1962 г. Избран е за депутат на столичния градски народен съвет през 1951 – 1953 г., а от 1963 г. е главен редактор на списание „Наша родина“.
От средата на 1940-те до началото на 1960-те години Сотиров изоставя живописта и твори в областта на приложната графика, илюстрацията и плаката. През следващото десетилетие теми в творчеството му стават революционните борби в Алжир, Чили, Никарагуа, Илинденското и Септемврийското въстание, рисува портрети на Никола Вапцаров и Никола Фурнаджиев.

## Награди
Сотиров е сред художниците, които през 1951 г. участват в създаването на филма „Под игото“, за което през 1953 година е удостоен с първата си Димитровска награда. Отново това отличие печели през 1958 и 1976 г. Получава званията „заслужил“ и „народен художник“, съответно през 1952 и 1963 г. Сред другите награди на Стоян Сотиров са и първата награда на общата художествена изложба от 1962 година за творбата си „Простреляният Алжир“, награда „Захари Зограф“ за 1975 за „Окървавеното слънце над Чили“ и наградата на СБХ за живопис „Владимир Димитров – Майстора“ за 1978 година.

## Изложби
Картини на Сотиров участват в представителни изложби на българското изобразително изкуство в ГДР, Куба, Мексико, Монголия, Полша, Румъния, СССР, Унгария, Франция, Чехословакия, Югославия, Япония. Единствената му самостоятелна изложба приживе е в София през 1978 г.; втора такава е организирана посмъртно, през 1985 г. По повод стогодишнината от рождението му през 2003 г. е организирана изложба в СБХ с над 70 исторически композиции, натюрморти, портрети, пейзажи, композиции на социална тематика.

## Наследство и посмъртно признание
Творби на Стоян Сотиров са притежание на Националната художествена галерия, Софийската градска художествена галерия, галериите в Бургас, Пловдив, Русе, както и в чужди частни колекции. Неговото име носи художествената галерия в Благоевград.